# Giovanni Antonio Galignani
Giovanni Antonio Galignani (1757-1821) fue un editor de periódicos italiano nacido en Brescia.
Tras vivir algún tiempo en Londres, se trasladó a París, donde estableció en el año 1800 una biblioteca de libros ingleses y, en 1808 una publicacióna mensual, el Repertory of English Literature (Repertorio de literatura inglesa). En 1814 comenzó a publicar en París, Galignani's Messenger (El mensajero de Galignani, un periódico diario editado en inglés.
A su muerte asumieron su publicación sus hijos, John Anthony (1796-1873) y William (1798-1882). Bajo su dirección el diario alcanzó una gran reputación. En reconocimiento a su generosidad  la ciudad de Corbeil erigió un monumento en su honor.